# مال‌تپه
مال‌تپه (ترکی استانبولی: Maltepe) از ناحیه‌های قسمت آسیایی استانبول که در استان استانبول از ناحیه مرمره قرار گرفته‌است. طبق آخرین سرشماری به سال ۲۰۱۲ میلادی این ناحیه ۴۶۰٬۹۵۵ نفر جمعیت دارد.

## جغرافیا
مالتپه از سمت غرب با منطقه کادیکوی از شرق در همسایگی با کارتال، از سمت جنوب مشرف به دریای مرمره و از جهت شمال هم‌مرز با منطقه‌های سنجاق‌تپه و آتاشهیر است.

## ساختار اداری
ناحیه مال‌تپه از ۱۸ محله تشکیل می‌شود: 
آلتای‌چشمه Altayçeşme
آلتین‌تپه Altıntepe
آیدین‌اولر Aydınevler
باغلارباشی Bağlarbaşı
باشی‌بویوک Başıbüyük
بویوک‌بقال‌کوی Büyükbakkalköy
جوزلی Cevizli
چنار Çınar
اسن‌کنت Esenkent
فیض‌الله Feyzullah
فندقلی Fındıklı
گیرنه Girne
گولن‌سو Gülensu
گل‌سویو Gülsuyu
ایدئال‌تپه İdealtepe
کوچوک‌یالی Küçükyalı
یالی Yalı
زمرداولر Zümrütevler

## نگارخانه

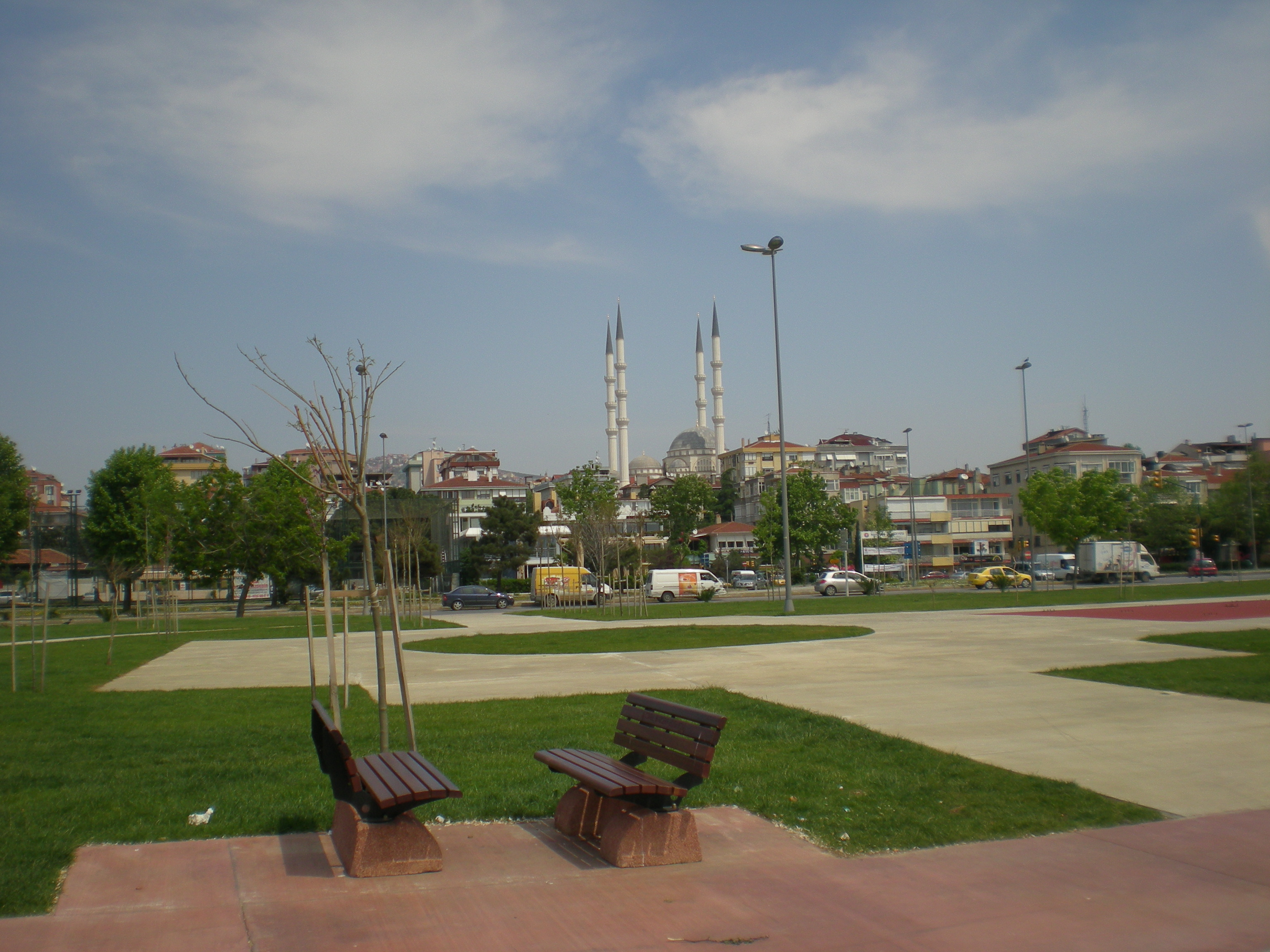
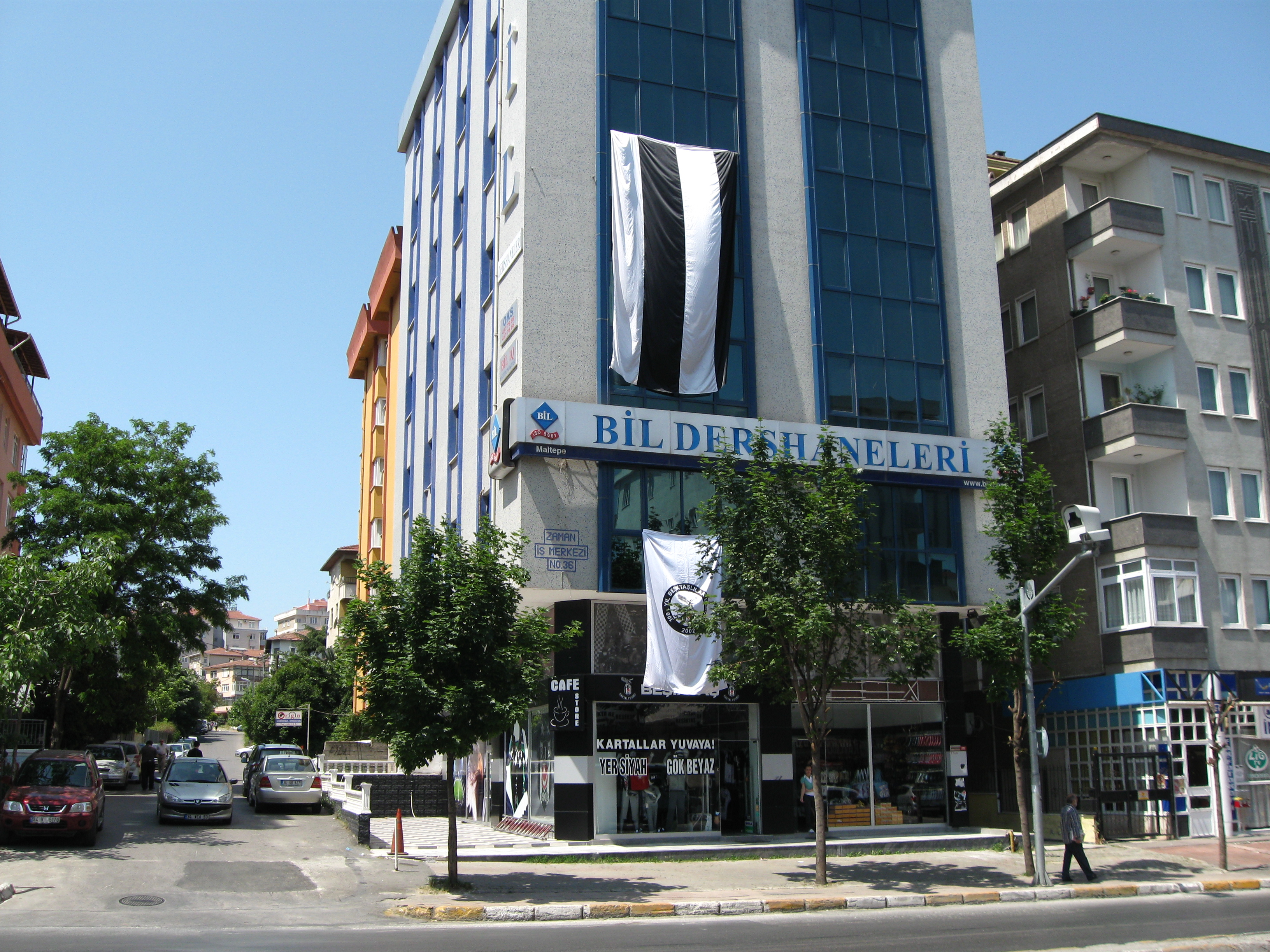
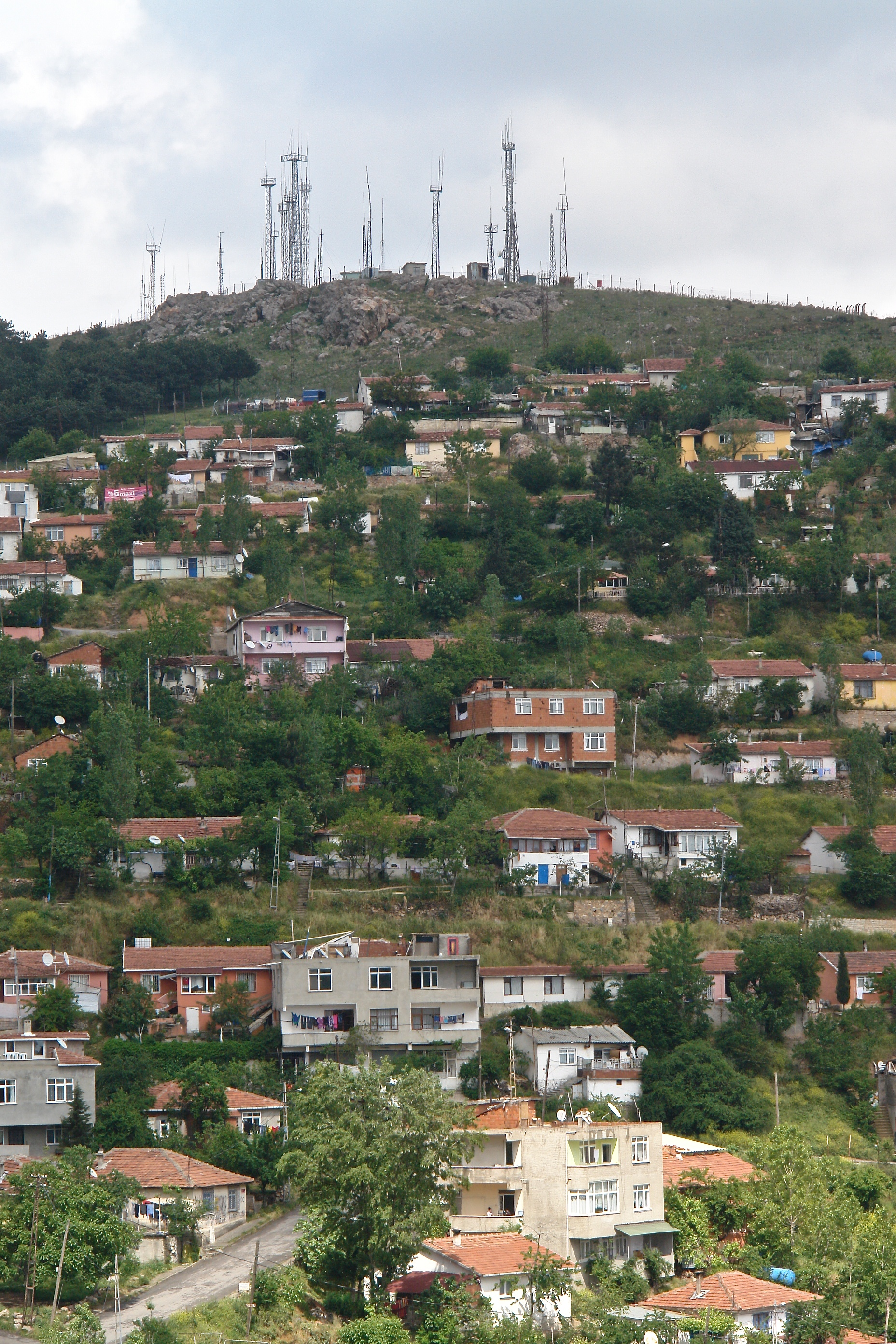